# 戸田ボートレース企業団
戸田ボートレース企業団（とだボートレースきぎょうだん）は、埼玉県に存在する一部事務組合である。

## 概要
戸田競艇場の競艇施行に関する事務を共同処理するために設置されている。ボートピア岡部における場外勝舟投票の施行に関する事務も取り扱う。
構成団体は戸田市、蕨市および川口市であり、企業長には戸田市長、副企業長は蕨市長及び川口市長をもって充てられている。
企業団の事務所は埼玉県戸田市戸田公園8番22号である。
競艇施行によって生じた収益は、企業団規約により2:1:1に按分されて各市の予算に組み入れられる。

## 歴史
- 1954年6月 - 戸田競艇組合として設立。当時の構成団体は戸田町、美笹村、蕨町および川口市。
- 1954年9月 - 運輸省（当時）よりモーターボート競走の実施が許可される。
- 1954年11月 - 戸田競艇場にて戸田競艇組合営モーターボート競走を初開催。なお、10月には同場で埼玉県営モーターボート競走が開催されている。
- 1957年7月20日 - 美笹村が戸田町に編入合併される。
- 1959年4月1日 - 蕨町が市制施行。
- 1966年10月1日 - 戸田町が市制施行。
- 2001年12月13日 - ボートピア岡部を設置する。
- 2017年4月1日 - 規約変更に伴い、戸田競艇企業団に名称変更する。また、地方公営企業法の規定の全部を適用される。
- 2022年4月1日 - 規約変更に伴い、戸田ボートレース企業団に名称変更する。